# Teide-Veilchen
Das Teide-Veilchen (Viola cheiranthifolia) ist eine chamaephytische Pflanzenart aus der Gattung Veilchen (Viola) innerhalb der Familie der Veilchengewächse (Violaceae), die in den Hochlagen der kanarischen Insel Teneriffa endemisch ist.

## Beschreibung

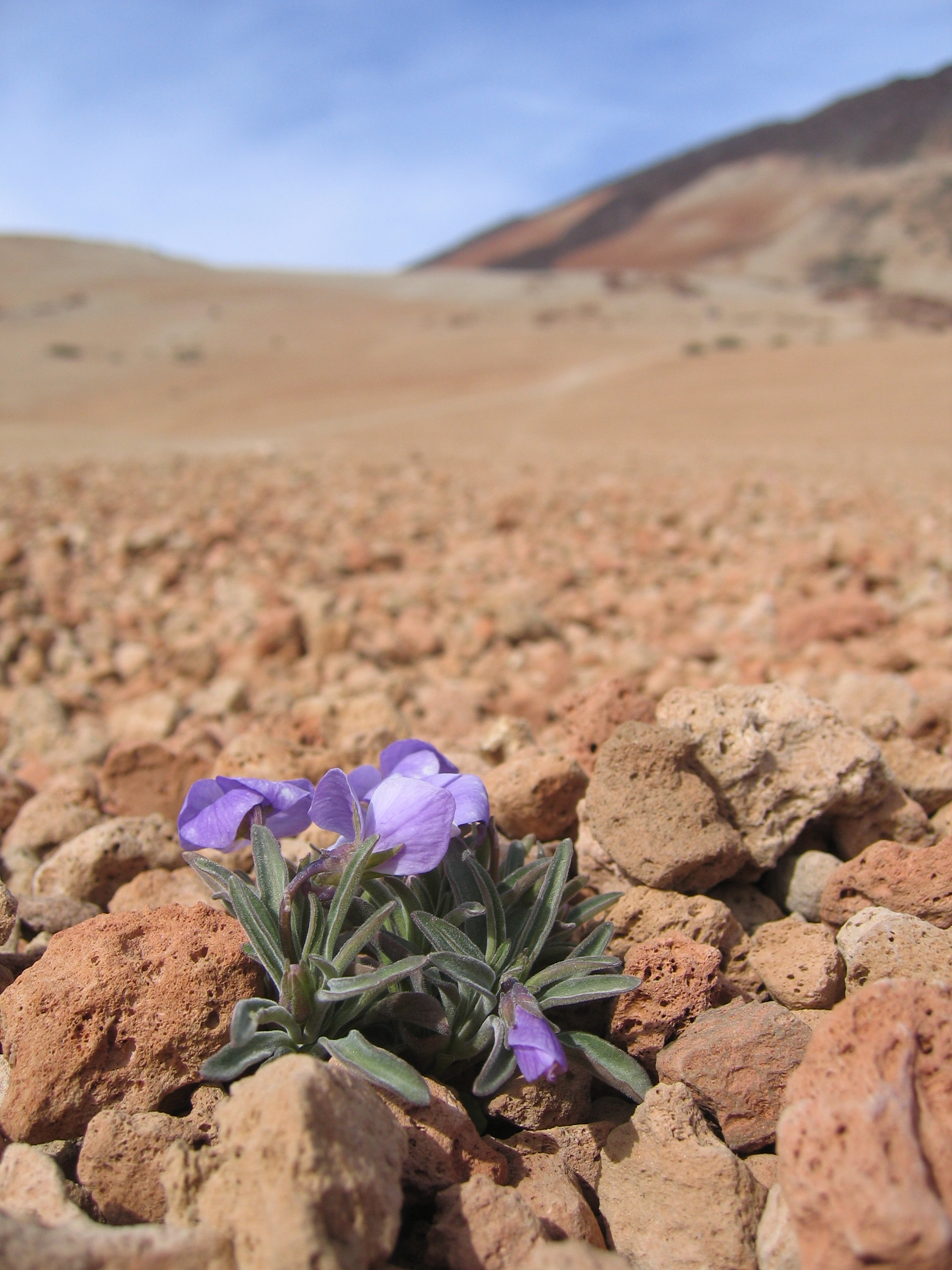
Habitus, Laubblätter und Blüten im Habitat

### Vegetative Merkmale
Das Teide-Veilchen wächst als ausdauernde krautige Pflanze, die Wuchshöhen von 5 bis 15 Zentimetern erreicht. Der Wuchs ist kugelig. Die Laubblätter sind dicht behaart, dicklich und ganzrandig oder etwas geschweift.

### Generative Merkmale
Die Blütezeit reicht von April bis Mai. Die zwittrige Blüte ist zygomorph und fünfzählig mit doppelter Blütenhülle. Es ist ein kurzer Sporn vorhanden. Die fünf Kronblätter sind überwiegend bläulich-violett mit gelben und weißen Einsprenkelungen in der Mitte. Die Farbe der Blüte kann etwas variieren.

## Vorkommen
Die größten Populationen finden sich rund um den Gipfel des Teide und den Pico Viejo in Höhen von ca. 2400 m bis ca. 3700 m. Einige kleinere Populationen finden sich auch an den höchsten Punkten der Caldera des Teide (Montaña Guajara, 2715 m; Pasajirón, 2531 m). Das Teide-Veilchen wächst auf kargen Böden auf Schlackenflächen zwischen vulkanischen Trümmern, die an einigen Stellen mit Bimssteinen durchmischt sind. Die Schneeschmelze am Berg des Teides liefert gerade genug Wasser für das Teide-Veilchen in der öden, lebensfeindlichen Umgebung zum Gedeihen.

## Ökologie
Die Art ist auch selbstbestäubend, aber die Fremdbestäubung durch Insekten erhöht die Samenproduktion. Sie wird von über 20 Bestäuberarten, insbesondere Hautflüglern, besucht. Je höher die Pflanzen wachsen, desto höher ist der Anteil an Selbstbestäubung, möglicherweise durch die in großen Höhen reduzierte Zahl der Bestäuber. Während andere Viola-Arten mit Hilfe eines Elaiosoms durch Ameisen verbreitet werden, wurde dies bei V. cheiranthifolia bisher nicht beobachtet. Die Samen weisen nur ein sehr kleines Elaiosom auf.
Neben Kaninchen wurden gelegentlich auch Eidechsen und Heuschrecken an Teide-Veilchen fressend beobachtet. Wie andere Viola-Arten auf den kanarischen Inseln bildet Viola cheiranthifolia einige Cyclopeptide, die möglicherweise der Feindabwehr dienen.

## Botanische Geschichte und Taxonomie
Aimé Bonpland und Alexander von Humboldt entdeckten die Pflanzen im Juni 1799, zu Beginn ihrer großen Expedition. Die Erstveröffentlichung von Viola cheiranthifolia erfolgte 1807 durch Bonpland in Alexandri de Humboldt et Amati Bonpland Plantae Aequinoctiales... Band 1 Teil 5 Seite 111 Tafel 32. Das Artepitheton "cheiranthifolia" bezieht sich auf die Blätter, die denen des Goldlacks (früher Cheiranthus cheiri) ähnlich sind.

## Status
Die Art wird in der Roten Liste der spanischen Gefäßflora als gefährdet (VU D2) eingestuft und ist besonders durch die Anwesenheit nicht einheimischer Kaninchen im Nationalpark bedroht.